# Marco Milesi
Marco Milesi (* 30. Januar 1970 in Osio Sotto) ist ein ehemaliger italienischer Radrennfahrer.
Marco Milesi gewann als Amateur mehrere Etappen in der Vuelta Ciclista a Costa Rica und in der Vuelta Ciclista de Chile. Er begann seine Karriere als Radprofi 1994 bei dem Radsportteam Brescialat. In seinem zweiten Jahr nahm er an der Tour de France teil, die er als 85. beendete. 1998 gewann er eine Etappe des Rennens Euskal Bizikleta. Im Jahr 2000 wechselte er zu Vini Caldirola. Danach fuhr er zwei Jahre lang für die belgische Mannschaft Domo-Farm Frites, bevor er wieder zu Vini Caldirola ging. 2001 und 2003 startete er nochmals bei der Tour de France, gab aber beide Male auf. Von 2005 bis zu seinem Karriereende nach der Saison 2006 fuhr Milesi für das italienische ProTeam Liquigas-Bianchi.

## Teams
- 1999 Brescialat / Liquigas
- 2000 Vini Caldirola-Sidermec
- 2001–2002 Domo-Farm Frites
- 2003–2004 Vini Caldirola
- 2005–2006 Liquigas-Bianchi